# Paperino e le mele
Paperino e le mele (Donald Applecore) è un film del 1952 diretto da Jack Hannah. È un cortometraggio animato realizzato, in Technicolor, dalla Walt Disney Productions, uscito negli Stati Uniti il 18 gennaio 1952. È stato distribuito anche come Paperino e i ladri di mele e Il torsolo di mela di Paperino.

## Trama
Paperino è un agricoltore e sta coltivando il suo meleto, quando si accorge che le sue mele sono state rosicchiate da Cip e Ciop, che le raccolgono e le stipano nell'albero dove abitano. Dapprima Paperino tenta di recuperarle, ma Cip e Ciop riescono a impedirglielo combinandogli alcuni dispetti. Allora il papero passa alle maniere forti e tenta di scacciarli con dell'insetticida, ma il tentativo fallisce, perché gli scoiattoli indossano delle maschere antigas. Poco dopo i due scoiattoli trovano il silo dove Paperino conserva le mele e glielo svuotano completamente. Arrabbiatissimo, Paperino decide allora di bombardarli con proiettili di una soluzione nella quale impiega anche una pillola nucleare. Al termine di un inseguimento, durante il quale Paperino distrugge gran parte della sua fattoria, l'ultimo proiettile viene accidentalmente mangiato da una gallina, che depone uno strano uovo. Paperino lo raccoglie un attimo prima che esso esploda, per poi cadere in una grandissima e profonda voragine. Cip e Ciop vi si affacciano e scoprono che Paperino è arrivato in Cina.

## Distribuzione

### Edizione italiana
Esistono due doppiaggi italiani del corto. Il primo è stato eseguito nel 1985 per l'inclusione del corto nella VHS Le avventure di Cip e Ciop dell'aprile di quell'anno, mentre il secondo, eseguito nel 1989, per l'inserimento del corto nella riedizione della VHS Le avventure di Cip e Ciop..

### Edizioni home video

#### VHS
- Le avventure di Cip e Ciop (aprile 1985)[2]
- Le avventure di Cip e Ciop (settembre 1989)[3]

#### DVD
Il cortometraggio è incluso nel DVD Cip & Ciop - L'albero dei guai, uscito il 10 maggio 2005, e, come contenuto speciale, nel DVD del film Lo scrigno delle sette perle.